# Beiyanerpeton jianpingensis

Beiyanerpeton jianpingensis (лат.) — вымерший вид земноводных из группы саламандр (Salamandroidea). Возраст отпечатков, найденных в китайской провинции Ляонин (Guancaishan, Цзяньпин), около 157 млн лет (юрский период, (Tiaojishan Formation или Lanqi Formation). Единственный вид рода Beiyanerpeton. По выявленным признакам (раздельные ноздри, раздвоенные на концах рёбра и строение челюсти) и возрасту Beiyanerpeton jianpingensis признан древнейшим представителем саламандр. Ранее рекордсменом считался род земноводных Valdotriton, чей возраст определялся в 116—114 млн лет. Ископаемый род Beiyanerpeton лежит в основании ствола всего подотряда Salamandroidea и близок по времени к моменту дивергенции их от Cryptobranchoidea (скрытожаберники и углозубы). Вид был описан в 2012 году китайским палеонтологом К. Гао (Ke-Qin Gao; Пекин) и американским профессором Нилом Шубиным (University of Chicago, Чикаго). Видовое название происходит от имени провинции Jianping, в которой найдены останки земноводного, а родовое — от китайского слова «Beiyan», означающего северное царство Янь.